# Distretto di Manyas
Il distretto di Manyas (in turco: Manyas ilçesi) è un distretto della Turchia nella Provincia di Balıkesir con 21.459 abitanti (dato 2012) dei quali 6.466 urbani e 14.993 rurali 
Il capoluogo è la città di Manyas.

## Geografia antropica

### Suddivisioni amministrative
Il distretto è suddiviso in 3 comuni (Belediye) e 43 villaggi (Köy)